# Thosea albiviata
Thosea albiviata är en fjärilsart som beskrevs av George Francis Hampson 1910. Thosea albiviata ingår i släktet Thosea och familjen snigelspinnare. Inga underarter finns listade i Catalogue of Life.